# Hochhäderich
Der Hochhäderich (auch Hoher Häderich) ist ein 1565 m hoher Gipfel der Allgäuer Alpen. Er ist der westlichste Berg der Hochgratkette und gehört zum Naturpark Nagelfluhkette. Über den Gipfel verläuft die deutsch-österreichische Grenze. Die Schartenhöhe des Hochhäderichs beträgt mindestens 105 Meter, seine Dominanz 2,4 Kilometer, wobei der Eineguntkopf jeweils Referenzberg ist.

## Tourismus

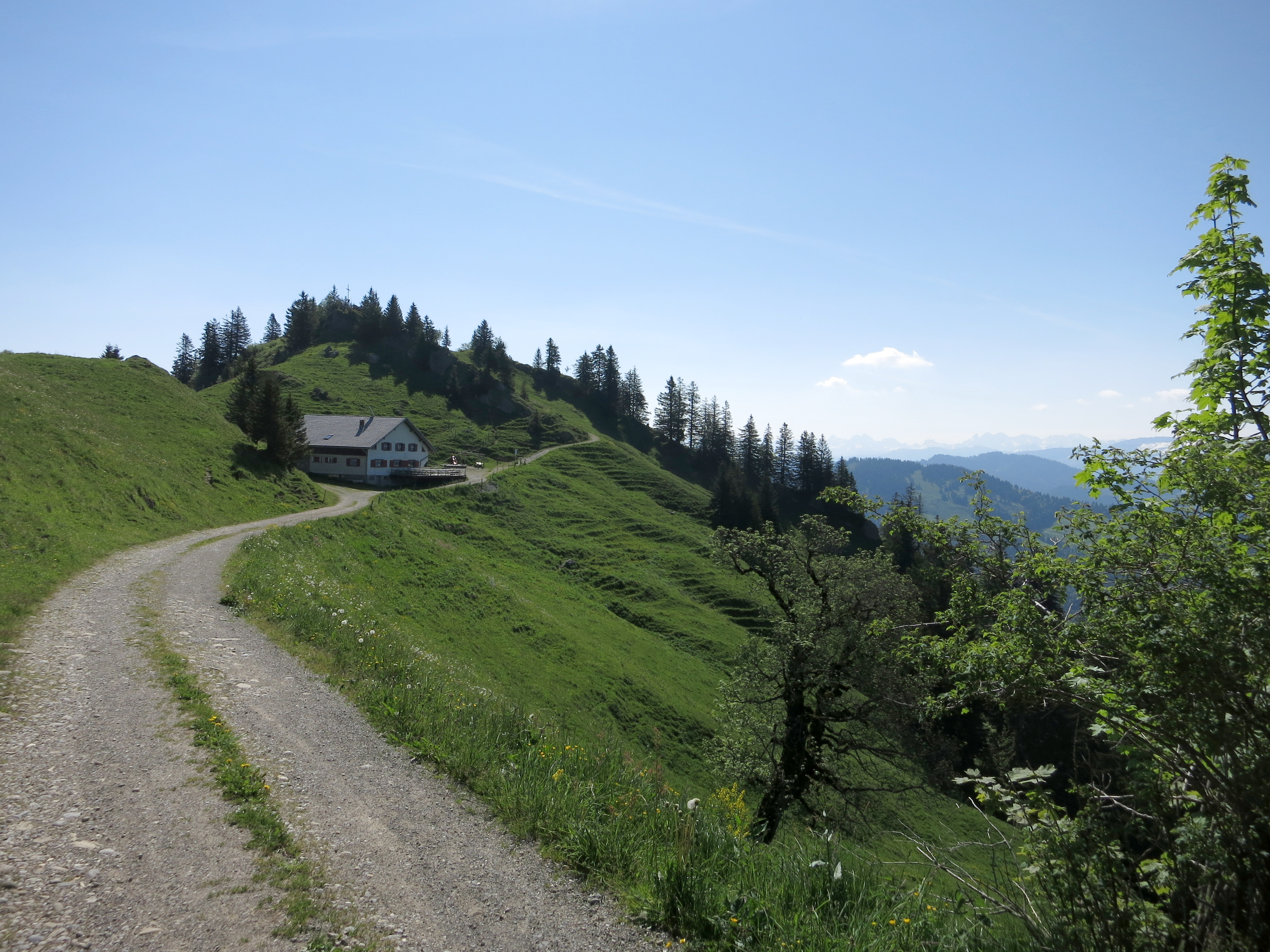
Aufweg zum Gipfel, davor das Berggasthaus

In der Wintersaison führt ein Doppelschlepplift vom Parkplatz bis kurz unterhalb des Gipfels.
Im Sommer ist der einfach zu besteigende Gipfel ein beliebtes Wanderziel. Geübte Wanderer können über einen gesicherten Steig entlang der Hochgratkette in Richtung Falkenköpfe weitersteigen.

## Etymologie
Der Hochhäderich (bzw. Hohe Häderich) wird in vielen Kartenwerken und insbesondere älteren Werken ohne 'e', also Hochhädrich (bzw. Hoher Hädrich) bezeichnet, in der einheimischen Aussprache hört man auch keinen Unterschied. Dennoch dürfte der Bergname nicht auf den althochdeutschen Nachnamen Hädrich (der Reiche, Mächtige) zurückzuführen sein, sondern wie beim Nachbarberg Falken auf botanische Gegebenheiten. Er ist von der Kollektivform „Hart“ für Gebüsch oder Weideland abgeleitet. Dies trifft den Charakter des ursprünglichen Bewuchses des Berges besser. Erstmals erwähnt wurde der Berg 1471 als Harderich.